# Друштво библиотекара Републике Српске
Друштво библиотекара Републике Српске је самостално, добровољно, невладино, струковно удружење библиотека и библиотечких радника који обављају библиотекарску дјелатност на подручју Републике Српске. Удружење је основано 10. октобра1997. године, а сједиште удружења је у Вишеграду, у просторијама Народне библиотеке „Иво Андрић“.